# The Bronx Casket Co.
The Bronx Casket Co., aussi appelé The Bronx Casket Company, est un groupe américain de metal gothique, originaire de New York. Le style musical du groupe est un mélange de metal gothique et de heavy metal traditionnel.

## Histoire
Le groupe est formé en 1999 par le bassiste d'Overkill, D.D. Verni. Leur premier album s'intitule The Bronx Casket Company et reçoit de bonnes critiques.
En 2001, ils sortent leur deuxième album, Sweet Home Transylvania, qui suscite le même enthousiasme,,,. Bien que le groupe n'ait jamais donné de concert, le groupe attire l'auditeur avec des chansons comme Jesus Doesn't Live Here Anymore, The Other Me et Black Valentine. Les chansons de ce deuxième album attire l'attention du dramaturge Andrea Lepcio. Peu après, Verni et Lepcio collaborent avec Hinton Battle (trois fois lauréat d'un Tony Award), pour la mise en scène et la chorégraphie  de The Bronx Casket Co... A New Musical. Verni recrute plusieurs membres du Trans-Siberian Orchestra pour interpréter la musique et, de même, lorsque la distribution était composée d'interprètes des spectacles de Broadway Hairspray, Rent et Dance of the Vampires.
L'année 2005 est marquée par la sortie de Hellectric, leur premier album avec leur nouveau label Regain Records, et leur troisième album studio,,,. « Je pense qu'il faut trois albums », déclare Verni, « pour vraiment décider de ce qu'un groupe va devenir ». Hellectric est un mélange du style plus doom du premier album et du son plus metal du second. L'album est produit et enregistré par Verni dans son studio d'enregistrement Gear, situé dans le New Jersey.
L'ami de longue date Michael Romeo de Symphony X contribue à toutes les orchestrations et co-mixe l'album avec Verni. Des chansons comme Little Dead Girl et Sherimoon sont entraînantes, tandis que d'autres comme Bleed With Me et Can't Stop the Rain montrent que le groupe utilise davantage d'arrangements orchestraux et de finesse. L'album comprend une interprétation gothique du tube Free Bird de Lynyrd Skynyrd. Hellectric est également la première vidéo du groupe. Réalisé par Lee Lanier au Beezubugbit Studios à Las Vegas, Little Dead Girl est dans la veine de L'Étrange Noël de monsieur Jack de Tim Burton.
Hideous et Mallare quittent le groupe. Rob Pallotta devient leur nouveau batteur, et Verni reprend le rôle de chanteur. La sortie d'un nouvel album était prévue pour le 29 mars 2009, mais est reportée à 2011.
En 2020, ils reviennent avec la compilation The Complete Collection.

## Discographie
- 1999 : Bronx Casket Company
- 2001 : Sweet Home Transylvania
- 2005 : Hellectric
- 2011 : Antihero
- 2020 : The Complete Collection (compilation)